# Оланешты
Оланешты, Олэнешть, Олонешты (рум. Olăneşti) — село в Штефан-Водском районе Молдавии. Относится к сёлам, не образующим коммуну.

## География
Село расположено на высоте 39 метров над уровнем моря.

## История
Первое документальное упоминание об Оланештах датируется 1595 годом. В 1817 году село насчитывало 104 хозяйства и 123 души населения. С 1798 года в Оланештах существовала церковь Св. Параскевы, построенная из деревянного каркаса, обмазанного глиной и покрытого камышовой кровлей.
В 1827 году в Оланештах проживало 130 семей и 571 человек. У сельчан было 80 голов лошадей, 618 голов крупного рогатого скота, 766 голов мелкого рогатого скота.
23 февраля 1932 года перед Олэнешть, на советском берегу реки Днестр, 40 из группы из 60 безоружных этнических румын из Приднестровья, пытавшихся бежать из Советского Союза в Румынию, были убиты советскими пограничниками и вооруженными силами. агенты Государственного политического управления (ГПУ). Среди жертв были женщины и дети. Массовое убийство обсуждалось 26 февраля в парламенте Румынии, но никаких мер принято не было. Советские власти рассматривали все обвинения как «капиталистическую пропаганду».
Близ села, на берегу Днестра, в 1958 году был найден клад из пяти шлемов, шести пар поножей, одного светильника и двух подвесок. Светильник датируется VI веком до н. э., он был посвящён богине Артемиде. Греческие и фракийские шлемы относятся к IV веку до н. э. и, вероятны, связаны с походом Зопириона на скифов. Поножи (VI век до н. э.) позолочены. Предметы хранятся в фондах Музея этнографии и естествознания в Кишиневе.
С 26 мая 1941 года до июня 1959 года село являлось административным центром упразднённого Олонештского района.

## Население
По данным переписи населения 2004 года, в селе Олонешты проживает 5297 человек (2511 мужчин, 2786 женщин).
Этнический состав села:
| Национальность | Число жителей | Процентный состав |
| -------------- | ------------- | ----------------- |
| молдаване      | 4838          | 91.33             |
| русские        | 236           | 4.46              |
| украинцы       | 144           | 2.72              |
| румыны         | 41            | 0.77              |
| болгары        | 16            | 0.3               |
| цыгане         | 4             | 0.08              |
| гагаузы        | 4             | 0.08              |
| евреи          | 1             | 0.02              |
| прочие         | 13            | 0.25              |
| Всего          | 5297          | 100 %             |

## Русская гимназия
3 сентября 2012 несмотря на запрет молдавских властей, начала работу русская гимназия села Олонешты